# Ethiopian Airlines
Ethiopian Airlines (amharsky የኢትዮጵያ አየር መንገድ, የኢትዮጵያ ), dříve Ethiopian Air Lines, často zmiňované jen jako Ethiopian, je hlavním leteckým dopravcem Etiopie. Společnost vlastní ze 100% stát. Ethiopian má hlavní základnu na Mezinárodním letišti Bole v Addis Abebě, odkud létá do 61 mezinárodních destinací a 17 tuzemských. Ethiopian Airlines létají do více destinací v Africe, než kterákoli jiná letecká společnost. Stejně tak je to jedna z mála ziskových společností v Subsaharské Africe, a jedna z nejrychleji rostoucích firem v oboru. Nákladní divize společnosti dostala na začátku roku 2011 ocenění The African Cargo Airline of the Year.
Podle hodnocení organizace Skytrax mají Ethiopian Airlines čtyři hvězdičky z pěti. Ethiopian jsou členem Asociace afrických aerolinií od roku 1968.

## Historie

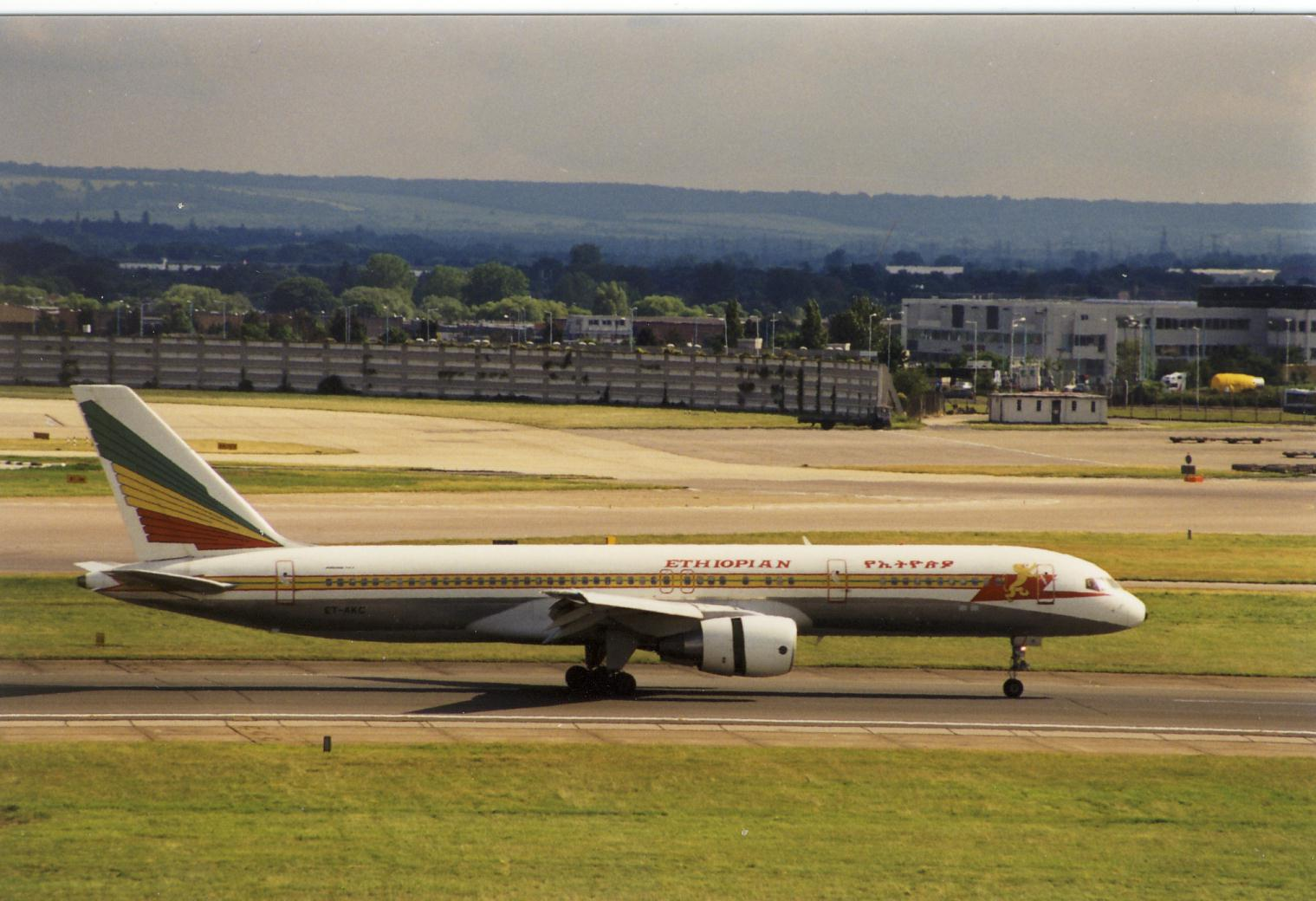
Boeing 757-200 společnosti Ethiopian Airlines přistává na letišti Heathrow v Londýně. (1998)

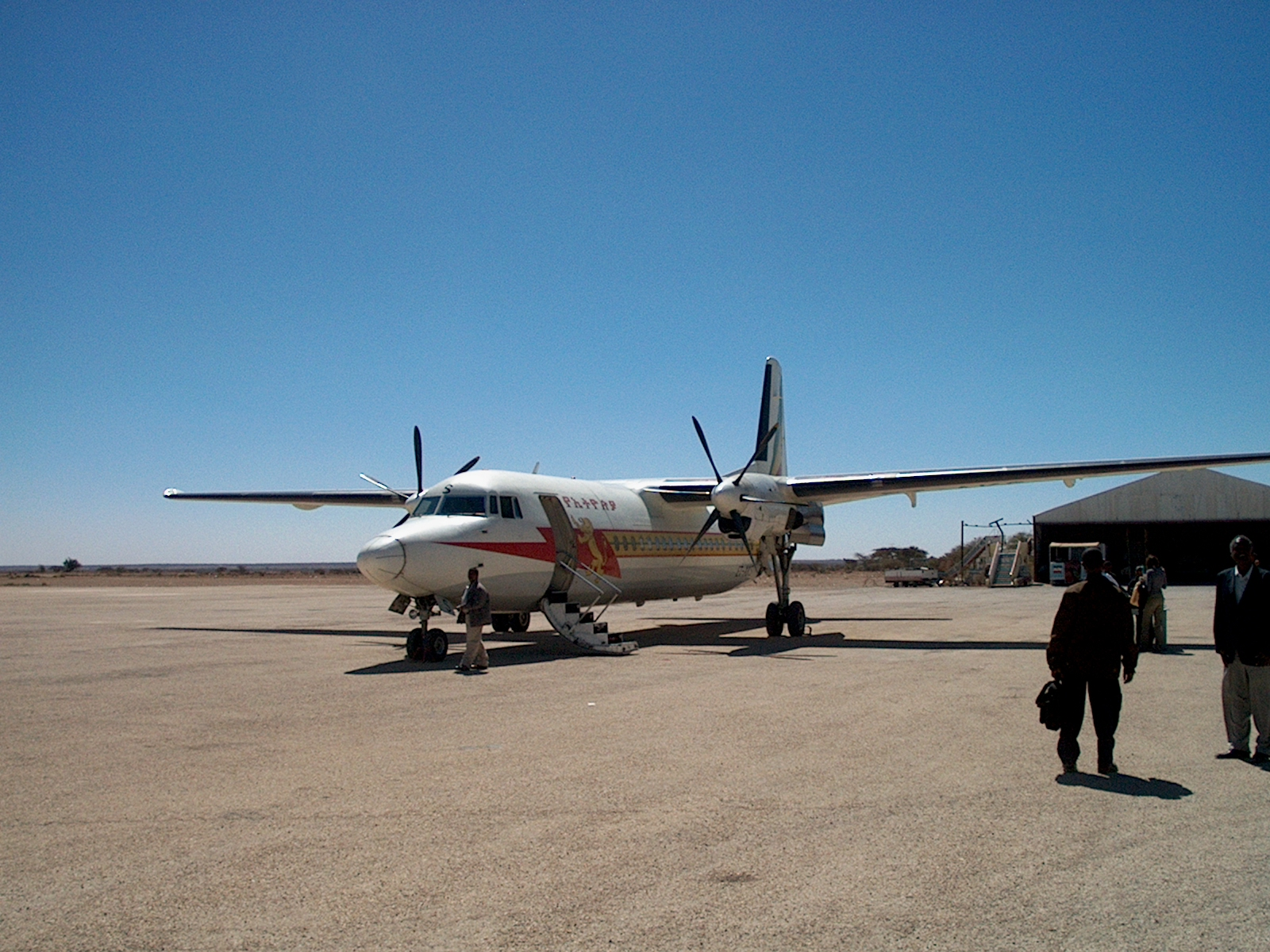
Fokker 50 na Mezinárodním letišti Egal. (2005)

Po osvobození Etiopie od italské okupace požádal císař Haile Selassie Američany, Brity a Francouze, aby mu pomohli vybudovat leteckou společnost, ve snaze o modernizaci země. Podle BBC News se císař snažil díky letecké společnosti smazat Etiopii image chudé země. Američané usoudili, že se země může stát důležitá pro letecký provoz v oblasti Rudého moře a rozhodli se císaři v jeho snahách pomoci.
Společnost byla založena dne 21. prosince 1945 pod jménem Ethiopian Air Lines, s pomocí aerolinek Transcontinental Air Transport a Western Air Express, které se později sloučily do TWA. Ethiopian spoléhaly na pracovní síly z Ameriky – piloty, techniky, administrativní pracovníky, a dokonce na generální manažery TWA. Teprve v roce 1971 byla společnost připravena na fungování bez zahraniční podpory. Od té doby zaměstnávají Ethiopian etiopský personál. Prvním etiopským generálním manažerem společnosti byl plukovník Semret Medhane, který sloužil v této pozici v období let 1971–1975.
První let se uskutečnil 8. dubna 1946 z Addis Abeby přes Asmaru do Káhiry. Let byl uskutečněn jedním z pěti strojů Douglas C-47 Skytrain, které měla společnost zapůjčené od americké vlády. Tato trasa byla později využívaná jednou týdně pro pravidelné lety. Douglas C-47 Skytrain byly původně určeny pro vojenské účely, ale pro Ethiopian fungovaly v úpravě pro lety s pasažéry a nákladem. Proto bylo běžnou praxí, že v prvních letech fungování společnosti se náklad a pasažéři přepravovali v jedné neoddělené kabině.
Brzy poté společnost zahájila lety do Adenu a Džíbútí, a stejně tak vnitrostátní lety do Jimmy. Na konci roku byly do flotily letadel zařazeny čtyři Douglas C-47 Skytrain a další tři v roce 1947. Na konci čtyřicátých let 20. století byly do sítě linek zařazeny města Bombaj, Nairobi a Port Sudan. Stejně tak začala firma poskytovat charterové lety do Džiddy v období Hadždž. V roce 1950 přibyly společnosti tři letadla Convair CV-240, jejichž úkolem byly lety na mezinárodních trasách. Dálkové linky do Frankfurtu byla zahájeny v roce 1957. V témže roce společnost zahájila provoz vlastního servisu. V roce 1958 bylo do flotily zařazeno letadlo Douglas DC-6, které bylo určeno pro dálkové lety.
Na začátku šedesátých let přibyly mezi cílové destinace města Akra, Chartúm a Monrovia. Bylo také rozhodnuto o vybudování nového letiště, které mělo nahradit stávající letiště Lidetta. Důvodem byl plánovaný nákup typu Boeing 720 Jetliner, a stávající letiště bylo pro toto letadlo nevyhovující. Toto rozhodnutí znamenalo zrod Mezinárodního letiště Bole, kde má společnost až do současnosti své sídlo. Následně společnost začala létat také do Atén a Madridu. Roku 1965 se aerolinky staly akciovou společností, a také změnily název z Ethiopian Air Lines na Ethiopian Airlines.
Na konci sedmdesátých let nahradil Boeing 720 ve flotile Boeing 727. Na začátku osmdesátých let se flotila rozrostla o stroj DHC-5 Buffalo.
Roku 1996 společnost začala provozovat lety do Bangkoku, Durbanu a Johannesburgu. Na konci devadesátých let přibyly města Kodaň, Maputo, New York a Washington, D.C. Vypuknutí války mezi Etiopií a Eritreou v roce 1998 přerušilo lety do města Asmara.
Na začátku roku 2000 začala Ethiopian Airlines s obnovou své flotily. Přibyly letouny Boeing 737, Boeing 767-300ER, v plánu je též nákup strojů Boeing 787 Dreamliner a Airbus A350-900.
V září roku 2010 byly aerolinky oficiálně přizvány do letecké aliance Star Alliance. Společnost tak bude třicátým členem aliance a třetím z Afriky. Integrační proces do aliance bude probíhat přibližně 12 měsíců.

## Finanční výkonnost
Časopis "The Economist" uvedl aerolinky jako příklad vynikajících výsledků na konci roku 1987, ekonom Paul B. Henze v roce 2000 prohlásil, že Ethiopian Airlines jsou "jednou z nejspolehlivějších a ziskových společností zemí třetího světa."
V roce 2007 začala společnost poskytovat letecký výcvik a výcvik v údržbě pro účastníky z jiných afrických zemí – Čadu, Džibutska, Madagaskaru, Rwandě, Súdánu a Tanzanie. Další vzdělávací program podporoval společnost Kenya Airways, Air Zimbabwe, Bellview Airlines, Cape Verde Airlines a Air Madagascar.
V roce 2005 představily aerolinky program "Vision 2010", jehož cílem bylo do roku 2010 zvýšit počet přepravených cestujících na 3 milióny ročně, zvýšit příjmy na 1 miliardu amerických dolarů a zaměstnávat 6 tisíc lidí. Ve fiskálním období 2007/2008 přepravila společnost 2,5 miliónu pasažérů a příjmy činily 900 miliónů amerických dolarů. Tento výsledek byl nejlepším výsledkem společnosti za celou její 64 letou historii a byl přičítán především agresivnímu marketingu a radikálnímu snižování nákladů.

## Destinace
Letecká síť společnosti dnes zahrnuje 39 měst v Africe, 7 v Evropě a Americe, 14 na Středním východě a v Asii a také 17 v Etiopii. Podobně je na tom nákladní síť, která má 18 destinací v Africe, 5 na Středním východě a v Asii a 2 v Evropě.

### Spolupráce a aliance
Ethiopian byly oficiálně přizváni do Star Alliance dne 29. září 2010. Očekává se, že společnost se stane oficiálním členem aliance 30. září 2011. Ethiopian v současnosti spolupracuje s těmito aerolinkami (společnost z Star Alliance jsou označeny *):
- Air China * [21]
- Air India
- Air Nigeria (v jednání)
- BMI *
- Brussels Airlines * [22]
- Egyptair *
- Gulf Air[23]
- ITA Airways[24]
- Kuwait Airways
- Lufthansa * [25][26]
- LAM Mozambique Airlines[27]
- RwandAir[28]
- SAS *
- Saudi Arabian Airlines [29]
- Singapore Airlines * [30]
- South African Airways *
- Thai Airways International * [30]
- TAAG Angola Airlines
- Turkish Airlines * [31]
- United Airlines * [30]

## Flotila

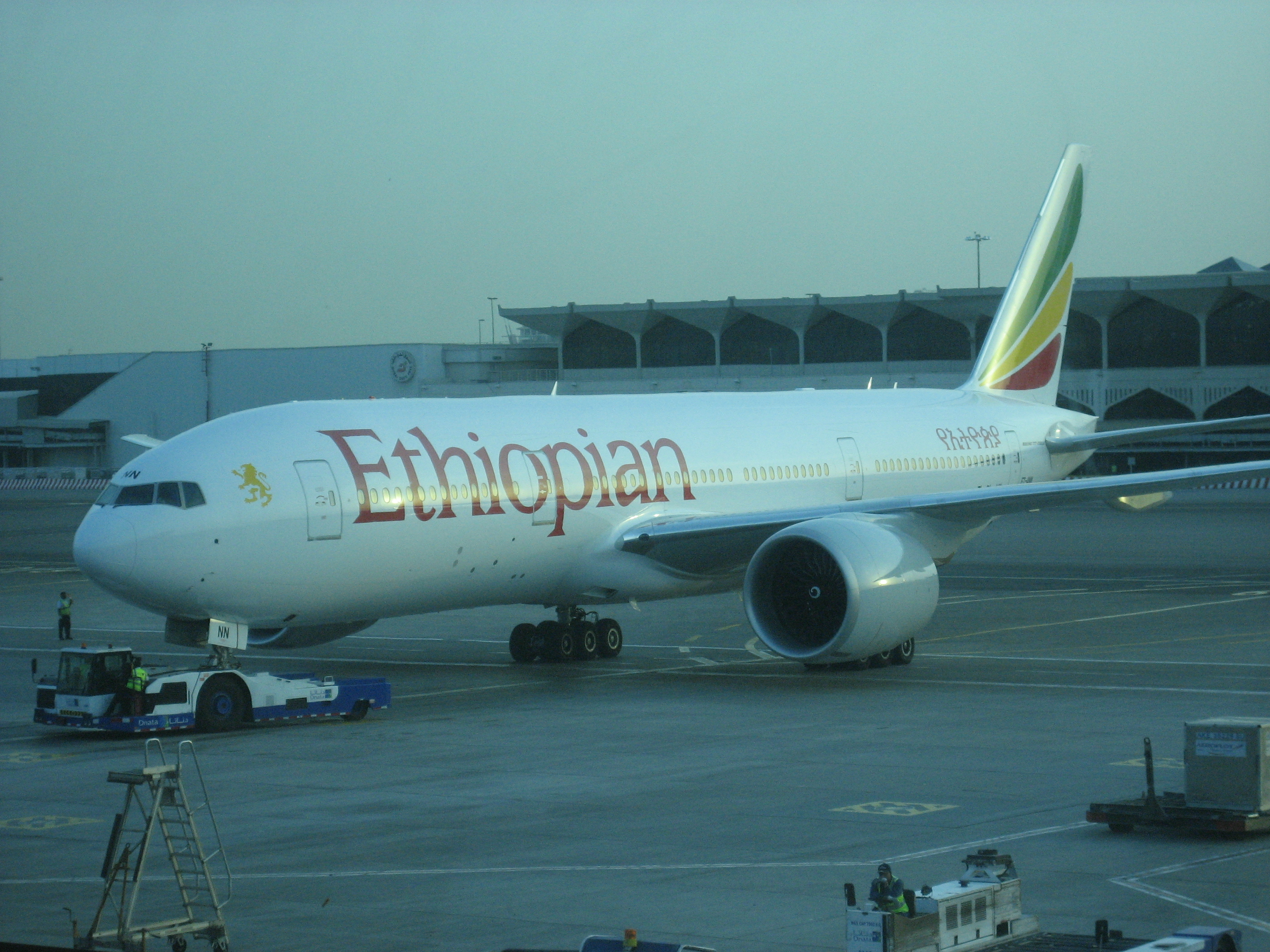
Etiopský Boeing 777-200LR v Dubaji

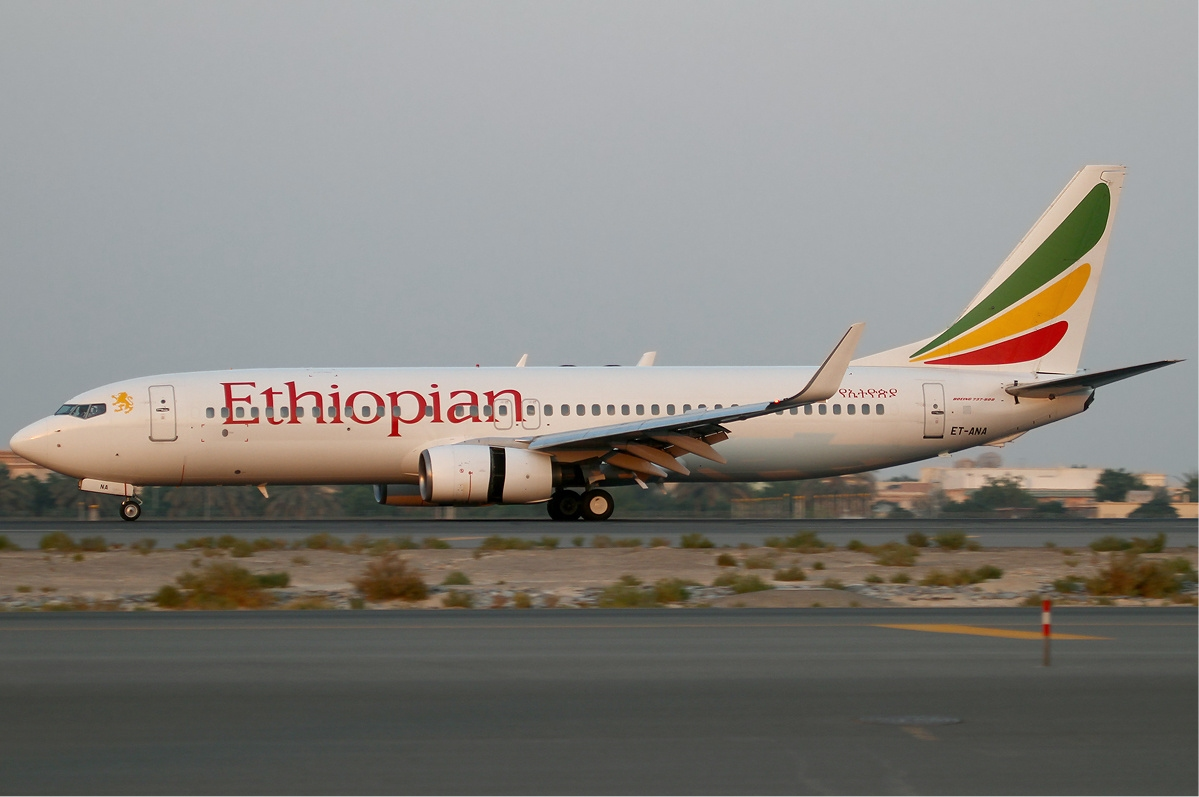
Etiopský Boeing 737-800

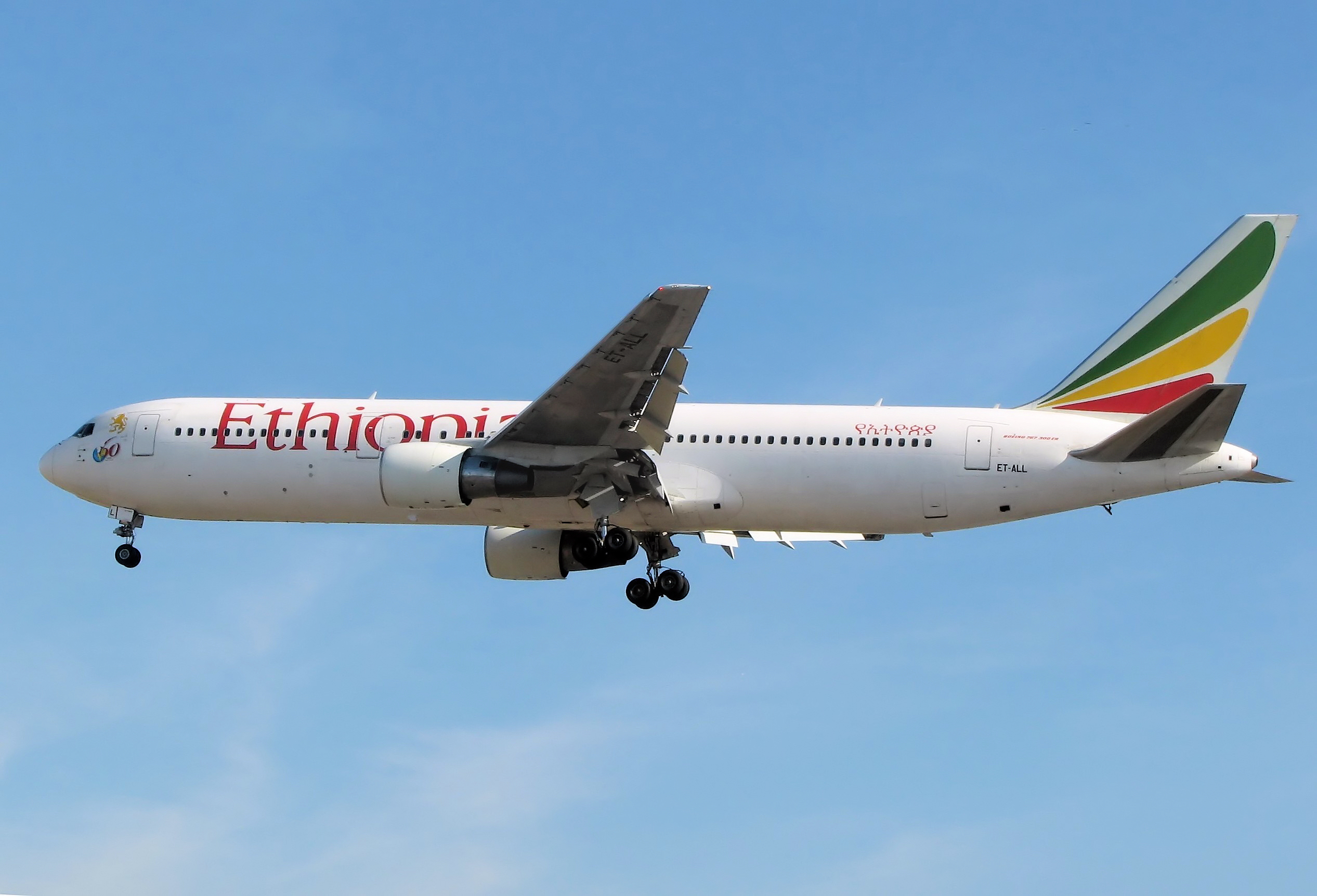
Boeing 767-300ER (ET-ALL) Etiopských Aerolinek přistává na londýnském letišti Heathrow

V květnu 2011 se flotila Ethiopian Airlines skládala z následujících letadel s průměrným stářím 9,8 let.
V únoru 2005 Ethiopian Airlines oznámila předběžnou dohodu o nákupu 10 letadel Boeing 787 Dreamliner (5 jistých objednávek a 5 předběžných), a tak se stala první společností na africkém kontinentě s tímto typem letadla. 31. května 2005 Boeing oznámil, že aerolinky potvrdily objednávku všech 10 letadel. Nová letadla by měla být dodána v roce 2011. Společnost se také stala první v Africe, která využívá Boeing 777-200LR.

### Historická flotila
Zde je seznam letadel, které dříve sloužily v Ethiopian.
- Bell 47
- ATR-42[33]
- Beech 18
- Boeing 707-320C
- Boeing 720B
- Boeing 727-200
- Boeing 737-200[33]
- Boeing 767-200ER
- Convair CV-240
- Cessna 180
- DHC-5A Buffalo
- DHC-6 Twin Otter[33]
- Douglas C-47 Skytrain
- Douglas DC-3
- Douglas DC-6B
- Fokker 50[34]
- Lockheed L-100 Commercial Hercules[33]
- Super Cub
- Twin Otter

## Letecké nehody
Tento výčet nehod není kompletní
- Let Ethiopian Airlines 302 – 10. března 2019 se letoun Boeing 737 MAX Ethiopian Airlines zřítil krátce po vzletu z Addis Abeby, nepřežilo všech 157 lidí na palubě.